# کالینینسکی (شهرستان ایگلینسکی، باشقیرستان)
کالینینسکی (انگلیسی: Kalininsky, Iglinsky District, Republic of Bashkortostan) یک شهرک در شهرستان ایگلینسکی استان باشقیرستان کشور روسیه است.